# National Bank Open 2022
Die National Bank Open 2022 waren ein Tennisturnier der WTA Tour 2022 für Damen in Toronto sowie ein Tennisturnier der ATP Tour 2022 für Herren in Montreal, das vom 8. bis 14. August 2022 stattfand, und Teil der US Open Series 2022 war.

## Herren
→ Hauptartikel: National Bank Open 2022/Herren
→ Qualifikation: National Bank Open 2022/Herren/Qualifikation

## Damen
→ Hauptartikel: National Bank Open 2022/Damen
→ Qualifikation: National Bank Open 2022/Damen/Qualifikation